# Drassyllus jabalpurensis
Drassyllus jabalpurensis är en spindelart som beskrevs av Gajbe 2005. Drassyllus jabalpurensis ingår i släktet Drassyllus och familjen plattbuksspindlar. Inga underarter finns listade i Catalogue of Life.